# Christ lag in Todesbanden, BWV 4
Christ lag em Todesbanden, BWV 4 (Cristo estava preso à morte, em alemão), e que também é encontrada com a grafia Christ lag Todes Banden, é uma cantata de Johann Sebastian Bach. Foi escrita para a Páscoa, em 1707, e provavelmente está relacionada com a mudança de Bach de Arnstadt para Mühlhausen. É baseada em um coral com o mesmo nome de Martinho Lutero que é usado por Bach como cantus firmus em toda a peça.
A peça é escrita para soprano, contralto, tenor, baixo, dois violinos, duas violas e baixo contínuo. Em oito movimentos, em mi menor:
1. Sinfonia: cordas e contínuo
2. Movimento I: "Crist lag em Todes Banden" - O alto, tenor, baixo e vozes cantam em contraponto livre, enquanto que o cantus firmus é cantado pela soprano em adornos e notas longas.
3. Movimento II: "Den Tod niemand kunnt zwingen" ("Ninguém pode vencer a morte") - para soprano, alto e contínuo.
4. Movimento III: "Jesus Christus, Sohn Gottes" ("Jesus Cristo, Filho de Deus") - para tenor e continuo com 2 violinos obbligato.
5. Movimento IV: "Es wunderlicher ein Krieg" ("Foi uma guerra maravilhosa") - para soprano, contralto, tenor, baixo e continuo.
6. Movimento V: "Das ist Hier Rechte Osterlamm" ("Este é o verdadeiro Cordeiro pascal") - para baixo, cordas e contínuo.
7. Movimento VI: "So feiern wir das hohe Fest" ("Então, nós celebramos a grande festa") - para soprano, tenor e contínuo.
8. Movimento VII: "Wir essen und leben wohl" ("Nós comemos e vivemos bem") - Um coral, cantado e tocado por todo o conjunto.

Nas gravações atuais, existe uma variação na ária e no dueto, que aparecem por coro a quatro vozes.  As edições de Bach-Gesellschaft e do Neue Bach pontuam que não aparecem indicações impressas de "Aria" e "dueto" como movimentos relevantes, que são comuns nas cantatas posteriores de Bach. Dada a falta de evidência direta, é atualmente impossível determinar o que desejava o compositor sobre esta peça em particular.

## Gravações
- Les Grandes Cantates de J.S. Bach Vol. 8, Claudia Hellmann, Helmut Krebs, Jakob Stämpfli, Heinrich-Schütz-Chor Heilbronn, Pforzheim Chamber Orchestra, conductor Fritz Werner, Erato 1961
- Cantus Cölln, dir. Konrad Junghänel – "Actus Tragicus", Harmonia Mundi France HMC 901694
- Taverner Consort & Players, dir. Andrew Parrott – Magnificat · Easter Oratorio, Virgin Classics 72435 5 61647 2 7
- dir. Karl Richter - Bach Famous Cantatas, Deutsche Grammophon 4530942
- Bach Collegium Japan, dir. Masaaki Suzuki, Soloists: Yumiko Kurisu, Koki Katano, Akira Tachikawa, Peter Kooy - J.S. Bach Cantatas, Volume 1
- Purcell Quartet, Soloists: Emma Kirkby, Michael Chance, Charles Daniels, Peter Harvey - J. S. Bach Early Cantatas, Volume I, Chandos CHAN 0715
- Monteverdi Choir, English Baroque Soloists, dir. John Eliot Gardiner, Soloists: William Kendall, Stephen Varcoe - Cantatas BWV 4 & BWV 131, Erato 0927 49574 2
- Gächinger Kantorei, Bach-Collegium Stuttgart, dir. Helmuth Rilling, Soloists: Edith Wiens, Carolyn Watkinson, Peter Schreier, Wolfgang Schöne - Cantatas BWV 4-6, Hanssler 92.002
- Holland Boys Choir, Netherlands Bach Collegium, dir. Pieter Jan Leusink, Soloists: Ruth Holton, Sytse Buwalda, Nico van der Meel, Bas Ramselaar - Bach Edition IV-25, Brilliant Classics 93102/101
- Amsterdam Baroque Orchestra & Choir, dir. Ton Koopman, Soloists: Barbara Schlick, Kai Wessel, Guy de Mey, Klaus Mertens - J.S. Bach: Complete Cantatas Vol. 1, Antoine Marchand CC72231
- Cantus Corvinus, dir. Géza Klembala, Soloists: Márta Fers, Éva Lax, Péter Marosvári, József Moldvay - Bach: Kantaten, Allegro MZA-037
- Ricercar Consort, dir. Philippe Pierlot, Katharine Fuge, Carlos Mena, Hans-Jörg Mammel, Stephan MacLeod - Mirare 057
- Aus der Notenbibliothek von Johann Sebastian Bach, Vol. II, Balthasar-Neumann-Chor, Balthasar-Neumann-Ensemble, Dorothee Mields, Hans-Jörg Mammel, Wolf-Matthias Friedrich, conductor Thomas Hengelbrock, Hänssler 2001